# Стів Павліна
Стів Павліна (народився 14 квітня, 1971) — американський автор книжок з особистісного розвитку, оратор-мотиватор та підприємець. Є автором сайту та блогу присвячених саморозвитку, StevePavlina.com та книжки «Особистісний розвиток для розумних людей» (англ. Personal Development for Smart People). Пише на різноманітні теми. Його експерименти з поліфазним сном привернули увагу деяких мейнстрімних медіа.

## Біографія
Павліна в свої дев'ятнадцять був студентом в Університеті Каліфорнії, Берклі. Він погано вчився, захоплюючись крадіжками з магазинів суто для розваги. 4 лютого 1991 року Стів Павліна був заарештований за велику крадіжку в Сакраменто і засуджений до 60 годин громадських робіт. Він стверджує, що це було поштовхом, який перевернув його життя.

## Зноски
1. ↑  Personal Development for Smart People Forums
2. ↑  The Meaning of Life: Intro
3. ↑  About Steve Pavlina
4. ↑  Personal Development for Smart People: The Conscious Pursuit of Personal Growth by Steve Pavlina, Hay House, 2008 — ISBN 1401922759
5. ↑  County of Sacramento Court record for Steve Pavlina, case #91M01363, 1991-04-02. Архів оригіналу за 15 липня 2011. Процитовано 13 березня 2011. [Архівовано 2011-07-15 у Wayback Machine.]

- Sutton, Neil (20 липня 2001), Calgary association aims to crack pirates, Computer Dealer News, 17 (15): 30, ISSN 1184-2369
- Loftus, Tom (31 липня 2003). Fast, cheap and everywhere. MSNBC. Архів оригіналу за 12 липня 2013.
- Sosnowski, Carolyn J (1 квітня 2007), Even if Your Boss Didn't Spell It Out, Writing Is Part of Your Job Description, Information Outlook, 11 (4): 11, ISSN 1091-0808
- Belkin, Lisa (31 травня 2007), Time Wasted? Perhaps It's Well Spent, The New York Times, с. 2